# روزگار شراب و گل‌های سرخ
روزگار شراب و گل‌های سرخ (انگلیسی: Days of Wine and Roses) فیلمی ۱۱۷ دقیقه‌ای به کارگردانی بلیک ادواردز با بازی جک لمون و لی رمیک محصول کشور ایالات متحده آمریکا است.

## داستان
«جو کلی» با «کرستن آرنسن» آشنا می‌شود و خیلی زود با او ازدواج می‌کند. «جو» عادت به نوش‌خواری دارد و ظرف چند ماه «کرستن» را نیز معتاد به الکل می‌کند.

## بازیگران
- جک لمون
- لی رمیک
- چارلز بیکفورد
- جک کلاگمن
- الن هیوئیت
- ماکسین استوارت
- جک آلبرتسون
- کن لینچ
- کاترین اسکوار